# Messier 3
Messier 3, (také M3 nebo NGC 5272) je jasná kulová hvězdokupa v souhvězdí Honicích psů. Objevil ji Charles Messier 3. května 1764.
Ze všech kulových hvězdokup v Mléčné dráze obsahuje nejvíce proměnných hvězd, a proto se stala nejčastěji pozorovanou kulovou hvězdokupou. Obsahuje asi 500 000 hvězd a patří mezi nejvýraznější kulové hvězdokupy Mléčné dráhy.

## Pozorování

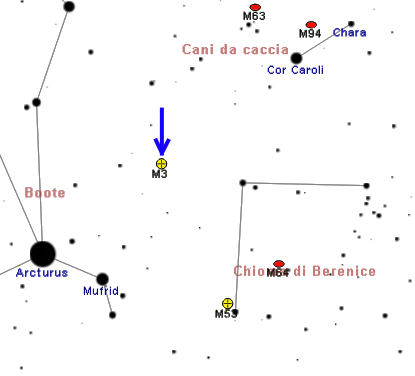
Poloha M 3 v souhvězdí Honicích psů.

M3 na obloze leží v oblasti oblohy bez výrazných hvězd v jihovýchodní části souhvězdí Honicích psů. Nejbližší jasnou hvězdou je β Vlasů Bereniky, která má přibližně čtvrtou magnitudu a od níž hvězdokupa leží 7° východním směrem. Leží téměř uprostřed pomyslné spojnice jasných hvězd Arcturus a Cor Caroli. M3 patří mezi kulové hvězdokupy nejsnáze pozorovatelné amatérským dalekohledem a za skutečně výjimečných pozorovacích podmínek je viditelná dokonce i pouhým okem. Snadno se dá vyhledat triedrem, ve kterém vypadá jako jasná rozmazaná tečka. V dalekohledu o průměru 100 mm je vidět její jasné jádro obklopené zrnitým halem, které pomalu a rovnoměrně slábne směrem k okrajům, hvězdokupa ovšem zůstává nerozložená. O trochu větší dalekohled ukáže nejjasnější členy hvězdokupy, což jsou červení obři 12. magnitudy.
Dalekohled s průměrem 200 mm ji rozloží na stovky hvězd téměř celou kromě jádra, které rozloží až dalekohledy o průměru 300 mm.
Hvězdokupu je možné pozorovat z obou zemských polokoulí, protože má pouze mírnou severní deklinaci. Přesto je na severní polokouli lépe pozorovatelná a během jarních nocí tam vychází vysoko na oblohu, zatímco na jižní polokouli v oblastech více vzdálených od rovníku zůstává poměrně nízko nad severním obzorem. Přesto je pozorovatelná ze všech obydlených oblastí Země. Nejvhodnější období pro její pozorování na večerní obloze je od února do srpna.

## Historie pozorování
Hvězdokupu objevil Charles Messier 3. května 1764 a popsal ji takto: „Mlhovina objevená mezi Pastýřem a jedním z Honicích psů Hevelia. Neobsahuje žádnou hvězdu. Její jádro je jasné a její jas postupně slábne směrem ven. Je kulatá. Pod tmavou oblohou je vidět dalekohledem o délce jedné stopy. Je vyznačená na mapě komety z roku 1779 v akademickém věstníku vydaném v témže roce. Znovu pozorována 29. března 1781, vždy je velmi pěkná.“ Tato hvězdokupa je prvním vlastním Messierovým objevem a je pravděpodobné, že teprve tento objev ho přiměl k usilovnému hledání objektů vypadajících podobně jako komety, protože do konce roku 1764 sestavil katalog prvních čtyřiceti objektů Messierova katalogu.
William Herschel se věnoval pozorování M3 mnohokrát a jako první ji také dokázal kolem roku 1784 rozložit na hvězdy. Jeho syn John ji v roce 1833 popsal jako hvězdokupu složenou ze hvězd jedenácté až patnácté magnitudy. Admirál Smyth a William Parsons zaznamenali, že se na jejím okraji nachází velké množství hvězdných řetězů.

## Vlastnosti

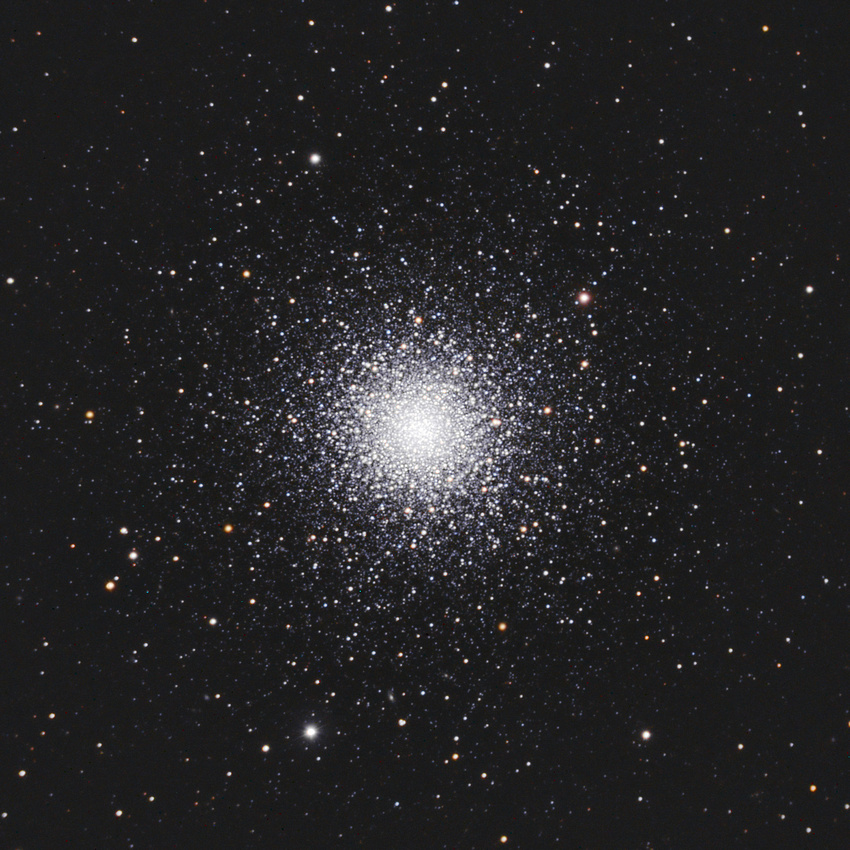
Messier 3 na snímku z amatérského dalekohledu

M3 je jednou z největších a nejjasnějších kulových hvězdokup na obloze, přitom na severní obloze je třetí nejjasnější. Mnozí amatérští astronomové ji považují za jednu z nejkrásnějších kulových hvězdokup v severní části oblohy, hned po kulové hvězdokupě Messier 13.
Tvoří ji asi 500 000 hvězd a její skutečný rozměr je asi 180 světelných let, ale polovina její hmotnosti je obsažena v hustém jádru o průměru 22 světelných let. Nachází se ve vzdálenosti 32 600 světelných let od Země a přibližuje se k ní rychlostí 148 km/s. Její zdánlivá magnituda je 6,2 a za příznivých podmínek je tedy viditelná i pouhým okem. Její stáří se odhaduje na něco přes 11 miliard let.
V této kulové hvězdokupě je neobvykle velké množství proměnných hvězd. První proměnnou hvězdu v ní našel Edward Charles Pickering v roce 1889 a v roce 1913 o nich vydal první rozsáhlou studii spolu s americkým astronomem Solonem Irvingem Baileyem.
Do roku 2009 v ní bylo nalezeno 274 proměnných hvězd, zdaleka největší počet ze všech kulových hvězdokup v Mléčné dráze. Většina z nich (253) jsou proměnné hvězdy typu RR Lyrae. M3 také obsahuje poměrně velký počet modrých opozdilců, tedy modrých hvězd hlavní posloupnosti, které se zdají být mnohem mladší než ostatní členové kulové hvězdokupy.

### Knihy
- O'MEARA, Stephen James. Deep Sky Companions: The Messier Objects. New York: Cambridge University Press, 1998. Dostupné online. ISBN 0-521-55332-6. (anglicky)

### Mapy hvězdné oblohy
- Toshimi Taki. Taki's 8.5 Magnitude Star Atlas [online]. 2005 [cit. 2018-07-26]. Dostupné v archivu pořízeném dne 2018-11-05. (anglicky) - Atlas hvězdné oblohy volně stažitelný ve formátu PDF.
- TIRION; RAPPAPORT; LOVI. Uranometria 2000.0 - Volume I - The Northern Hemisphere to -6°. Richmond, Virginia, USA: Willmann-Bell, inc., 1987. Dostupné online. ISBN 0-943396-14-X.
- TIRION; SINNOTT. Sky Atlas 2000.0. 2. vyd. Cambridge, USA: Cambridge University Press, 1998. ISBN 0-933346-90-5.
- TIRION. The Cambridge Star Atlas 2000.0. 3. vyd. Cambridge, USA: Cambridge University Press, 2001. Dostupné online. ISBN 0-521-80084-6.